# Cheilosia browni
Cheilosia browni är en tvåvingeart som beskrevs av Charles Howard Curran 1931. Cheilosia browni ingår i släktet örtblomflugor, och familjen blomflugor.
Artens utbredningsområde är Québec. Inga underarter finns listade i Catalogue of Life.